# Mohamed Bayram (1786-1843)
Pour les articles homonymes, voir Famille Bayram et Bayram.
Mohamed Bayram, né en 1786 à Tunis et décédé en 1843 à Tunis, est un savant et ouléma tunisien. Il est le fils du savant Mohamed Bayram qui appartient à une famille notable,.
Brillant élève dans sa jeunesse, il devient professeur (mudarris) à la médersa El Bachia, puis à la médersa El Unqiya et enfin à la mosquée Zitouna. Il devient mufti hanéfite de Tunis en 1813,.
À la mort de son père, en 1831, il lui succède et devient Cheikh El Islam hanéfite et nakib al achraf (chef honorifique des descendants du prophète dans la régence de Tunis).

## Œuvres
Il engendre une production littéraire moins abondante que son père ou son fils, néanmoins il écrit plusieurs épîtres sur des points de jurisprudence islamique et un sur la rhétorique. Bien que les jurisconsultes musulmans tenaient pour acquis la forme ronde de la Terre depuis le Moyen Âge, Bayram publie un épitre pour vulgariser cette découverte : Épître sur la rondeur de la Terre (arabe : رسالة في كروية الأرض).